# Hollingbourne
Hollingbourne är en ort och civil parish i grevskapet Kent i sydöstra England. Orten ligger i distriktet Maidstone, cirka 8 kilometer öster om Maidstone. Civil parishen hade 1 024 invånare vid folkräkningen år 2021. Hollingbourne nämndes i Domedagsboken (Domesday Book) år 1086, och kallades då Hoilinegeborde/Holingeborne.